# Xiphiagrion cyanomelas
Xiphiagrion cyanomelas är en trollsländeart som först beskrevs av Selys 1876.  Xiphiagrion cyanomelas ingår i släktet Xiphiagrion och familjen dammflicksländor. Inga underarter finns listade i Catalogue of Life.